# Michel Yatim
Michel Yatim (* 4. Dezember 1920 in Aleppo, Syrien; † 16. September 2006) war Erzbischof von Latakia der Melkitischen Griechisch-Katholischen Kirche in Syrien.

## Leben
Am 20. Juli 1946 empfing Michel Yatim das Sakrament der Priesterweihe. Seine Ernennung zum Erzbischof von Latakia und Nachfolger von Erzbischof Paul Achkar erhielt er am 18. August 1981. Der Patriarch von Antiochia Erzbischof Maximos V. Hakim und die Mitkonsekratoren, Erzbischof Néophytos Edelby von Aleppo, sowie der Weihbischof in Antiochia François Abou Mokh, spendeten ihm am 23. Oktober 1981 die Bischofsweihe.
Am 18. Juli 1995 wurde Michel Yakim emeritiert und trug bis zu seinem Tod am 16. September 2006 den Titel eines Alterzbischofs von Latakia. Er war Mitkonsekrator bei der Bischofsweihe seines Nachfolgers Fares Maakaroun.